# ジム・マーシャル (野球)
ルーファス・ジェームス・マーシャル（Rufus James Marshall、1931年5月25日 - ）は、アメリカ合衆国イリノイ州出身の元プロ野球選手（内野手）・コーチ・監督。

## 経歴
1950年にシカゴ・ホワイトソックスと契約し、1958年にボルチモア・オリオールズでようやくメジャー初昇格。1958年シーズン途中にシカゴ・カブスに移籍。その後もサンフランシスコ・ジャイアンツ（1960年 - 1961年）→ニューヨーク・メッツ（1962年）→ピッツバーグ・パイレーツ（1962年）と計5球団を渡り歩く。この間の1960年には日米野球で来日している。
1963年に日本プロ野球初の現役メジャーリーガーとして中日ドラゴンズに移籍。それまでNPBでは、兵役中にアルバイトとしてプレーしたレオ・カイリーや、既に引退していたラリー・ドビーなどのメジャー経験者がプレーしたケースはあったが、マーシャルは前年までメジャーのレギュラー野手だった。当時のNPB最高の年俸40,000ドルに加え、東京には家族が住むマンションが、名古屋にはマーシャル滞在用に高級ホテルの1室が用意されるなど、破格の条件であった。監督の杉浦清は「右の江藤慎一、左のマーシャルで打線の軸はできた。この二人でホームラン100本になるかもしれない」。マーシャルのメジャーでのプレーを知っていたコーチ・与那嶺要は「さすが、と思うようなプレーを、連続して見せてくれると思うヨ」と首脳陣の期待も高かった。
オープン戦では大スランプでファンをやきもきさせたが、公式戦に入るとメジャーの貫禄を見せて打ちまくる。江藤慎一・ボブ・ニーマン（後に移籍してきた葛城隆雄）とクリーンナップを組んだ。特に、巨人戦には滅法強く、バントヒットも得意にしていた。1年目から、打率は.258ながら、28本塁打、92打点といずれもチームトップの成績を挙げた。
1964年6月17日の巨人戦（後楽園）では、5回表にマーシャルはレフトフェンス際に大飛球を放つ。左翼手・相羽欣厚がジャンプしてこのボールを捕球しようとした直前、レフトスタンドのファンが身を乗り出してこのボールを取ってしまった。球場の観衆は最初は「ホームランか?」と色めきたったが、レフト線審は「ファンがボールを取らなければ捕球できた」と判断してアウトを宣告。中日側はこの判定を不服として審判団に猛抗議し、一時は監督の西沢道夫が「没収試合も辞さない」とベンチ内の選手を引き上げさせたが、球団フロントや球場にいた鈴木龍二セ・リーグ会長の説得もあって「提訴試合」とする事を条件に試合は再開された。この事は「幻のホームラン事件」としてしばしば紹介されている。前年度に続いて選ばれたオールスターゲームでは、中日スタヂアムで開催された第2戦で逆転2点二塁打を含む2安打を打ってMVPを獲得。得た副賞の軽自動車をたいそう気に入って球場への足代わりに使っていたという。マーシャルは前年度のオールスターゲームでも3点本塁打を放っており、オールスター男と呼ばれた山内一弘から「マーシャルのオールスターゲームの集中力には凄いものがあった。選ばれたのは名誉だ、と心から信じていたと思う」と評されている。この年はNPBでのキャリアハイとなる打率.280（リーグ10位）、31本塁打を記録した。
1965年も3年連続となるオールスターゲーム出場を果たす。しかし、シーズンでは打率.266、19本塁打とやや数字を落とし、同年限りで引退。
帰国後は、アメリカ球界への復帰し、キャピー原田がGMを務めるA級ローダイ・クラッシャーズの監督になる。これを皮切りに、マイナーの監督やメジャー球団のコーチや歴任し、1974年途中には辞任したホワイティ・ロックマンの後任としてシカゴ・カブスの監督に就任。同じくNPBでプレー経験のあるジャック・ブルームフィールドをコーチに登用した。順位は6位→5位→4位で、1976年限りで辞任した。
1979年にオークランド・アスレチックスの監督を1年だけ務めるが、のちNPBでプレーするマット・キーオの大誤算などもあり、最下位に沈む。しかし、アスレチックス時代はリッキー・ヘンダーソンをマイナーから初めてメジャー昇格させるなど抜擢した。1981年に親友の近藤貞雄が中日監督に就任すると、マーシャルは請われて、古巣・中日の一軍総合コーチに就任。ケン・モッカを日本に紹介したほか、平野謙をレギュラーに押し上げ、1982年のリーグ優勝に貢献。1983年近藤と同時に退任。
再度アメリカに帰国したのち、ヤンキース→ホワイトソックス傘下のマイナーリーグ監督を歴任。1991年オフに日米OBオールスター選が開催された際、マーシャルは全米監督として来日している。その後、野球界を離れて、友人のレジー・ジャクソンがオーナーを務める不動産会社ユナイテッド・ディベロップメント（アリゾナ州テンピ）で勤務した。1998年にはアリゾナ・ダイヤモンドバックスの創設に尽力し、現在はチームのシニアアドバイザー（太平洋沿岸地区担当）を務めている。

## 選手としての特徴
少しクロス気味の構えで、静かに滑るようにステップし、なめらかなスイングから、強烈な打球を巧みに左右に打ち分けた。当時の外国人選手は強引なくらいのプルヒッターが多かったことから、美しい流れるような打撃フォームからの広角打法は、ファンから喝采を浴びた。

## 逸話
対戦相手チームのファンの一人が打席のマーシャルに対して、「マーシャルの子供は『子マーシャル!』」という野次を飛ばしたところ、これが観客に受けて場内は爆笑で包まれたという。

## 詳細情報

### 年度別打撃成績
| 年 度    | 球 団    | 試 合 | 打 席 | 打 数 | 得 点 | 安 打 | 二 塁 打 | 三 塁 打 | 本 塁 打 | 塁 打 | 打 点 | 盗 塁 | 盗 塁 死 | 犠 打 | 犠 飛 | 四 球 | 敬 遠 | 死 球 | 三 振 | 併 殺 打 | 打 率 | 出 塁 率 | 長 打 率 | O P S |
| -------- | -------- | ----- | ----- | ----- | ----- | ----- | -------- | -------- | -------- | ----- | ----- | ----- | -------- | ----- | ----- | ----- | ----- | ----- | ----- | -------- | ----- | -------- | -------- | ----- |
| 1958     | BAL      | 85    | 211   | 191   | 17    | 41    | 4        | 3        | 5        | 66    | 19    | 3     | 2        | 0     | 2     | 18    | 0     | 1     | 30    | 4        | .215  | .283     | .346     | .629  |
| 1958     | CHC      | 26    | 94    | 81    | 12    | 22    | 2        | 0        | 5        | 39    | 11    | 1     | 0        | 0     | 0     | 12    | 1     | 0     | 13    | 0        | .272  | .366     | .481     | .847  |
| '58計    | CHC      | 111   | 305   | 272   | 29    | 63    | 6        | 3        | 10       | 105   | 30    | 4     | 2        | 0     | 2     | 30    | 1     | 1     | 43    | 4        | .232  | .308     | .386     | .694  |
| 1959     | CHC      | 108   | 331   | 294   | 39    | 74    | 10       | 1        | 11       | 119   | 40    | 0     | 1        | 1     | 3     | 33    | 0     | 1     | 39    | 5        | .252  | .326     | .405     | .731  |
| 1960     | SF       | 75    | 136   | 118   | 19    | 28    | 2        | 2        | 2        | 40    | 13    | 0     | 1        | 0     | 1     | 17    | 0     | 1     | 24    | 4        | .237  | .336     | .339     | .675  |
| 1961     | SF       | 44    | 40    | 36    | 5     | 8     | 0        | 0        | 1        | 11    | 7     | 0     | 0        | 0     | 1     | 3     | 0     | 0     | 8     | 1        | .222  | .275     | .306     | .581  |
| 1962     | NYM      | 17    | 35    | 32    | 6     | 11    | 1        | 0        | 3        | 21    | 4     | 0     | 0        | 0     | 0     | 3     | 0     | 0     | 6     | 0        | .344  | .400     | .656     | 1.056 |
| 1962     | PIT      | 55    | 116   | 100   | 13    | 22    | 5        | 1        | 2        | 35    | 12    | 1     | 0        | 0     | 1     | 15    | 0     | 0     | 19    | 1        | .220  | .319     | .350     | .669  |
| '62計    | PIT      | 72    | 151   | 132   | 19    | 33    | 6        | 1        | 5        | 56    | 16    | 1     | 0        | 0     | 1     | 18    | 0     | 0     | 25    | 1        | .250  | .338     | .424     | .762  |
| 1963     | 中日     | 138   | 580   | 511   | 65    | 132   | 24       | 0        | 28       | 240   | 92    | 4     | 2        | 2     | 4     | 61    | 6     | 2     | 83    | 10       | .258  | .340     | .470     | .809  |
| 1964     | 中日     | 131   | 558   | 479   | 64    | 134   | 21       | 0        | 31       | 248   | 88    | 2     | 1        | 1     | 4     | 74    | 7     | 0     | 73    | 8        | .280  | .376     | .518     | .894  |
| 1965     | 中日     | 139   | 564   | 511   | 60    | 136   | 24       | 2        | 19       | 221   | 72    | 5     | 3        | 0     | 4     | 49    | 3     | 0     | 87    | 7        | .266  | .330     | .432     | .763  |
| MLB：5年 | MLB：5年 | 410   | 963   | 852   | 111   | 206   | 24       | 7        | 29       | 331   | 106   | 5     | 4        | 1     | 8     | 101   | 1     | 3     | 139   | 15       | .242  | .322     | .388     | .710  |
| NPB：3年 | NPB：3年 | 408   | 1702  | 1501  | 189   | 402   | 69       | 2        | 78       | 709   | 252   | 11    | 6        | 3     | 12    | 184   | 16    | 2     | 243   | 25       | .268  | .349     | .472     | .821  |

- 各年度の太字はリーグ最高

### 表彰
NPB
- オールスターゲームMVP：1回 （1964年 第2戦）

### 記録
NPB
- 初出場・初先発出場：1963年4月13日、対国鉄スワローズ1回戦（中日球場）、3番・一塁手で先発出場
- 初本塁打：1963年4月17日、対阪神タイガース1回戦（中日球場）、6回裏に村山実からソロ
- オールスターゲーム出場：3回 （1963年 - 1965年）

### 背番号
- 27（1958年）
- 44（1958年）
- 12（1959年）
- 25（1960年 - 1961年）
- 6（1962年 - 同年途中、1963年 - 1965年）
- 14（1962年途中 - 同年終了）
- 1（1974年 - 1976年、1979年）
- 62（1981年 - 1983年）